# نینو پاوسه
نینو پاوسه (ایتالیایی: Nino Pavese؛ ۱۰ آوریل ۱۹۰۴ – ۲۱ دسامبر ۱۹۷۹) هنرپیشه و صداپیشه اهل ایتالیا بود.
از فیلم‌ها یا برنامه‌های تلویزیونی که وی در آن نقش داشته‌است می‌توان به عروسی خون، آسیاب رودخانه پو، به من نگو! و آنتونیوی لیسبونی اشاره کرد.